# Projeto Guri
Referência na formação musical, o Guri é um programa da Secretaria da Cultura, Economia e Indústria Criativas do Governo do Estado de São Paulo, gerido pela Santa Marcelina Cultura. Dispõe, gratuitamente, de mais de 70 mil vagas para crianças e adolescentes por ano e está presente em quase 400 polos de ensino na Capital, Grande São Paulo, Interior, Litoral e Fundação CASA. 
O programa oferece educação musical, arte e cultura. Além dos Cursos Regulares (Iniciais e Sequenciais), mantém atividades extracurriculares, Cursos Livres (como cursos Modulares, Iniciação Musical para Adultos e Luteria), Guri 4.0 (que inclui os cursos EaD) e Grupos de Polo. E, para quem deseja aprimorar os desafios artísticos e pedagógicos, tem ainda Grupos Musicais. Desde sua criação, em 1995, o programa já beneficiou (e segue beneficiando) mais de 1 milhão de crianças e adolescentes, além de suas famílias e comunidades.  

## Mantenedores
O Guri é uma Política pública do Governo do estado de São Paulo e que hoje é gerido pela organização social Santa Marcelina Cultura. 
A Organização Amigos do Guri administrou o projeto de 1995 a 2022. Em 2008, a pedido da então Secretaria de Cultura e Economia Criativa, a organização social Santa Marcelina Cultura assumiu a gestão do Guri na Capital e Grande São Paulo. Em 2022, a Santa Marcelina Cultura vence o chamamento para gerir os polos do Interior, Litoral e Fundação CASA, passando assim a administrar de modo integral todos os polos de ensino do programa. 

## Missão e diretrizes
O Guri, conforme consta na referida resolução em seu art.2º, “tem por objetivo a utilização da música como meio de interação das crianças e adolescentes com a sociedade em geral”. Já o art.3º estabelece que “sua atuação estará voltada, em especial, ao atendimento de crianças e adolescentes de baixa renda.” O Decreto Estadual n° 50.941, de 05 de julho de 2006, em seu art.93, ratifica que o Guri “tem como atribuição fornecer os meios necessários para viabilizar as atividades do referido projeto cultural”.   

Inspirado na bem-sucedida experiência de educação musical venezuelana, o Guri nasceu com vertente inicial assistencialista e de inclusão social por meio da música. Inicialmente, a preocupação com os aspectos didáticos e artísticos em si era menor que a de realizar apresentações que evidenciassem a iniciativa, buscando atrair apoios e legitimação social. O primeiro polo de ensino foi aberto na Oficina Cultural Amácio Mazaroppi, em São Paulo, e mobilizou 180 crianças e adolescentes que realizaram sua primeira apresentação com um repertório que envolveu Bachianas Brasileiras, Bolero de Ravel e Beethoven.  